# Charles Taze Russell
Charles Taze Russell (1852. – 1916.) američki propovjednik, osnivač Jehovinih svjedoka

## Životopis
U svojoj 20. godini počeo je sumnjati u učenja svoje (Prezbiterijanske) crkve i počeo je tragati od zajednice do zajednice ne bi li našao one koji bi prihvatili njegovo mišljenje. Kako u tome nije uspio, okupio je grupu mladih i osnovao novu religiju. Godine 1873. Russell je došao do zaključka da će Isus Krist nevidljivo doći 1874. Kada je spomenuta godina prošla a ništa se nije dogodilo, Russel je Kristov dolazak ponovno pogrešno stavio na 1914. kada je po njegovom mišljenju trebalo biti uništenje grešnika i početak Božjeg carstva.

## Kontroverze
22. ožujka 1911., The Brooklyn Daily Eagle izvijestio je da je Russel optužen zbog prodaje soja pšenice pod nazivom "Čudo pšenice". Russel je prodavao pšenicu za 60$ po mjerici, daleko iznad prosječne cijene pšenice u to vrijeme. Tijekom idućih mjeseci novine Brooklyn Daily Eagle su nastavljale izvješćivati o Russelovoj prevari. Russel je godinu dana poslije tužio Eagle zbog klevete, ali izgubio. Prije nego što je Eagle došao na sud izjavio je da "Russelov vjerski kult nije ništa drugo do projekt za zaradu novaca". Russel se branio da je pšenicu kupovao skuplje nego što ju je prodavao i da nitko nije tražio povrat novaca.